# Thomas Heathfield Carrick

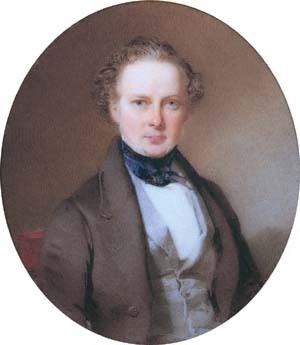
Thomas Allom, gemalt von Th. Heathfield Carrick 1846

Thomas Heathfield Carrick (4. Juli 1802 in Upperby, Cumberland, Vereinigtes Königreich – 1874 oder 1875, Newcastle upon Tyne, Vereinigtes Königreich) war ein englischer Miniaturenmaler, der zahlreiche bedeutsame Politiker und Literaten seiner Zeit porträtierte. Er malte seine Miniaturen vor allem auf Marmor anstelle von Elfenbein, wie es damals üblich war.

## Leben
Thomas Heathfield Carrick wurde in Upperby, einem heutigen Vorort von Carlisle als Sohn von John Carrick (verstorben 1852) und dessen Frau Mary (geborene Anderson) geboren. Der Vater soll Mühlenpächter, aber im Kirchenbuch der Geburten als Chintzdrucker verzeichnet gewesen sein. Seine schulische Ausbildung erhielt er an der Carlisle Grammar School und durch seinen Onkel John Topping. Vermutlich wurde er an der Carlisle Academy in Kunst ausgebildet.
Heathfield Carrick überwarf sich mit seiner Familie und arbeitete als Chemiker (Apotheker) in Carlisle. Begleitend zu seiner Arbeit malte er weiter Miniaturen. Nachdem er Arbeiten des britischen Malers William Charles Ross gesehen hatte, machte er sich einen Namen als Porträtminiaturenmaler. Ein frühes Werk zeigte dabei den Schauspieler Charles Kean.
1829 heiratete er Mary Mulcaster, mit der er fünf Kinder hatte. Er verkaufte seine Apotheke und zog mit seiner Familie 1836 nach Newcastle upon Tyne, nachdem er dort bereits 1835 eine Ausstellung seiner Kunstwerke feiern konnte. 1839 zog er mit der Familie weiter nach London. In der Zeit von 1841 bis 1866 waren seine Werke regelmäßig in der Royal Academy of Arts zu sehen.
1868 gab er die Porträtmalerei auf, da die Fotografie der Porträtmalerei den Rang abgelaufen hatte. Er zog dann zurück nach Newcastle.
Unter den Porträtierten waren Thomas Carlyle, Robert Peel, John Russell, 1. Earl Russell, William Wordsworth, Samuel Rogers, Caroline Norton, Eliza Cook, William Charles Macready, Nellie Farren, Luigi Lablache, Henry Wadsworth Longfellow, Daniel O’Connell and Robert Owen. Für seine Leistungen erhielt er von Prinz Albert eine Verdienstmedaille.
Sein Sohn, John Mulcaster Carrick (1833–1896), wurde als Landschaftsmaler bekannt. Unter den Schülern Thomas Heathfield Carricks war auch der Landschaftsmaler John Henry Mole (1814–1886).